# Mumbai

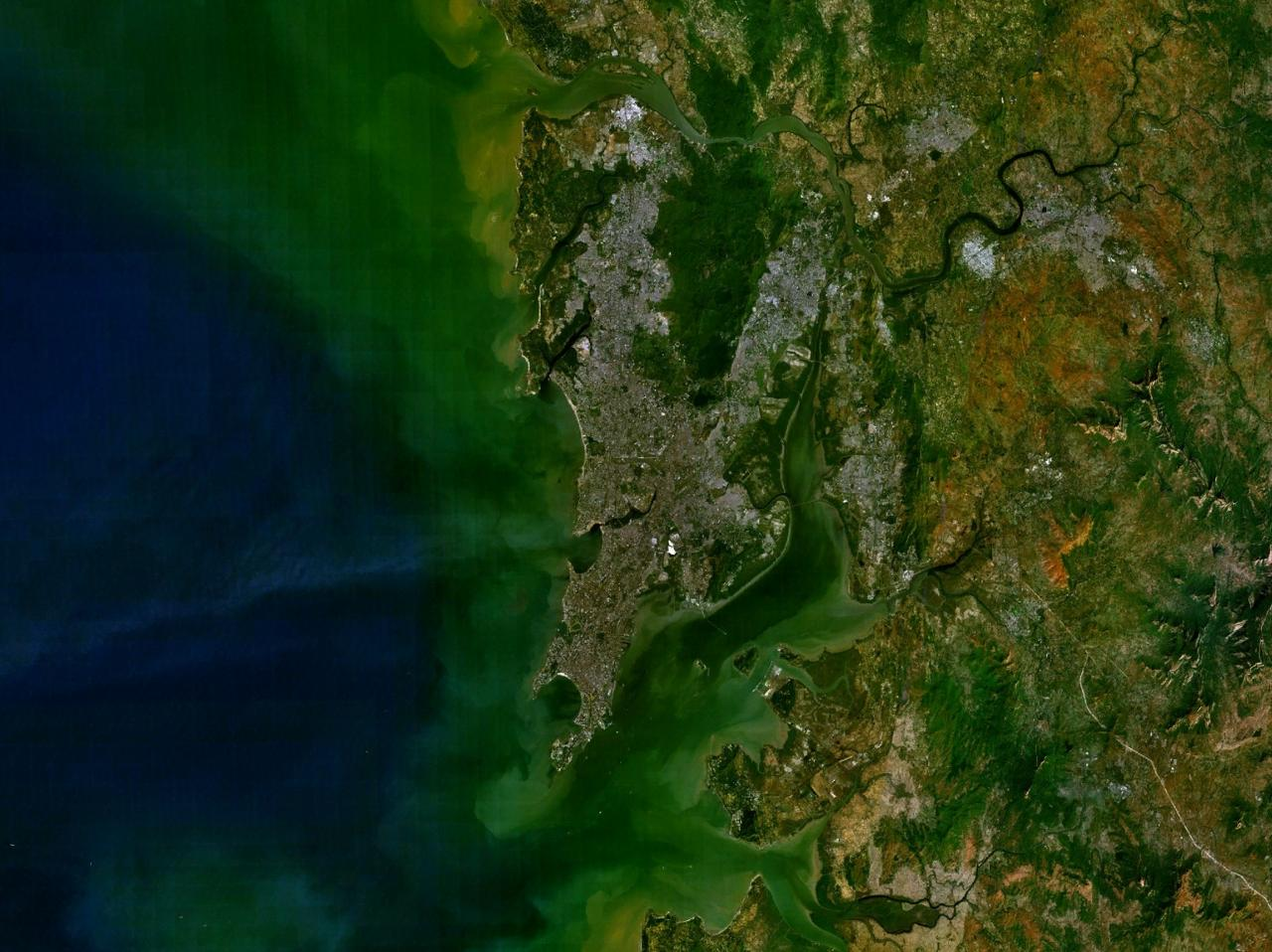
Mumbai - vedere din satelit

Mumbai (pronunțânduse: [mʊmˈbaɪ] și în marathi: मुंबई, fost Bombay înainte de 1995) este capitala statului indian Maharashtra și este cel mai populat oraș indian. Mumbai este situat pe o insulă în apropierea coastei vestice a Indiei. Cu o populație metropolitană estimată
la 17 milioane de locuitori (2005) ,(16 368 084 locuitori, în anul 2001, vezi  este a treia cea mai mare zonă metropolitană din lume, iar împreună  cu orașele satelite învecinate formează una dintre cele mai populate aglomerări urbane. Orașul, care are un port adânc natural, este totodată cel mai mare port din India vestică,  desfășurând jumătate din traficul de pasageri al Indiei.
Mumbai este capitala comercială a Indiei și găzduiește importante instituții financiare cum ar fi Banca Indiei, Bursa de mărfuri Bombay și sediile grupate ale multor companii indiene.
Cu mari oportunități de afaceri și un nivel de trai relativ ridicat, Mumbai a atras oameni din întreaga Indie și din Asia de sud, transformându-se într-un oraș cosmopolit cu numeroase comunități și culturi.  În Mumbai este situat Bollywood, epicentrul hindi al industriei de film și televiziune, care produce anual cel mai mare  număr de filme din lume. Mumbai este unul dintre puținele orașe care găzduiește pe teritoriul său un parc național.
Numele Mumbai este un eponim, derivat etimologic din Mumba — numele zeiței locale hinduse Mumbadevi și Aai — însemnând mamă în limba marathi. În secolul al XVI-lea, portughezii au numit regiunea Bom Bahia, care înseamnă Golf bun. Acesta s-a transformat ulterior în Bomaím sau Bombaim, nume sub care este cunoscut și astăzi în portugheză; și după ce britanicii l-au cucerit, numele i-a fost anglicizat în Bombay. Numele a fost schimbat oficial din Bombay în Mumbai în 1995, dar vechiul nume este încă mult folosit în Occident, de mulți dintre locuitorii orașului și de instituțiile renumite.

## Istorie
Mumbaiul din zilele noastre era format la început din șapte insule. Obiecte descoperite lângă Kandivali în nordul Mumbaiului demonstrează că aceste insule erau locuite încă din Epoca de piatră. În secolul al III-lea î.e.n., erau parte a imperiului Maurya condus de împăratul budist Ashoka. Mai târziu, insulele au fost guvernate de conducătorii hinduși ai dinastiei Silhara, până în 1343, când au fost anexate de regatul Gujarat. Câteva dintre cele mai vechi edificii ale arhipelagului – Peșterile Elefantului și complexul de temple Walkeshwar datează din această perioadă.
În 1534, portughezii și le-au însușit de la șahul Bahadur de Gujarat. Au fost cedate lui Carol al II-lea al Angliei în 1661 ca zestre, mai precis, drept cadou de nuntă pentru Caterina de Braganza.  Insulele au fost închiriate Companiei britanice a Indiei de Est în 1668 pentru suma de 10 £ pe an. Compania a găsit că golful adânc al Bombay-ului este foarte potrivit transporturilor, și populația a crescut de la 10.000 de locuitori, în 1661, la 60.000, în 1675. În 1687 Compania Indiilor de Est și-a transferat sediul de la Surat la Bombay.
Din 1817 orașul a fost remodelat prin mari proiecte de inginerie civilă pentru a uni insulele într-o singură masă amalgamată. Acest proiect, Hornby Vellard, a fost terminat în 1845 și a rezultat o suprafață mărită la 435 km². Opt ani mai târziu, în 1853, s-a înființat prima cale ferată a Indiei, legând Bombay de Thana. În timpul Războiului Civil din America, (1861–1865), orașul a devenit principala piață din lume a bumbacului, ceea ce a dat un impuls economiei și, drept urmare, un impuls dezvoltării orașului. Deschiderea Canalului Suez în 1869 a transformat Bombay într-unul dintre cele mai mari porturi la Marea Arabiei.

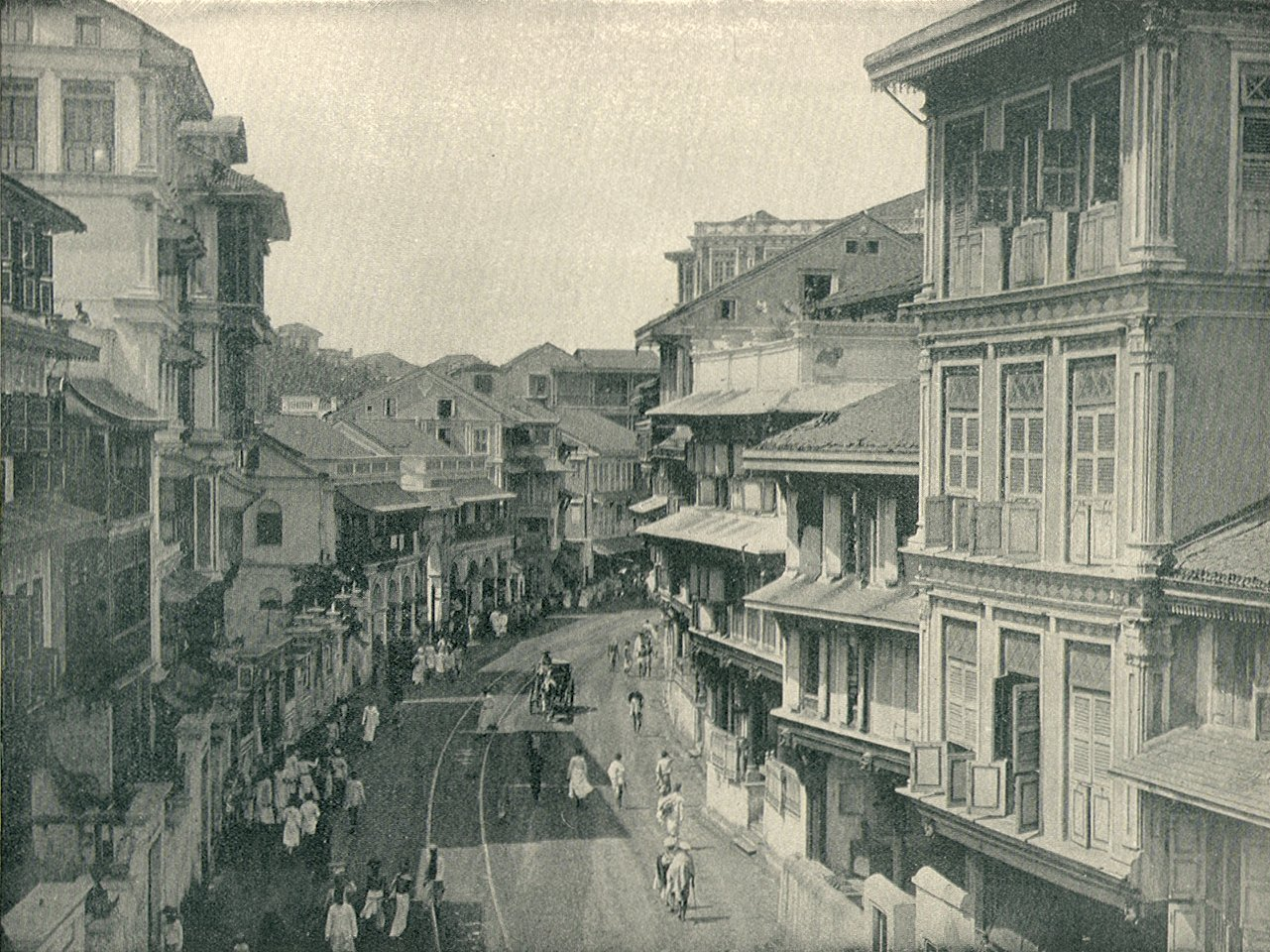
Imagine a orașului - circa 1890.

În următorii 30 de ani, orașul s-a transformat într-un centru urban important, datorită îmbunătățirii infrastructurii și înființării unor instituții. Populația a crescut la un milion de locuitori în 1906, devenind al doilea oraș indian ca mărime, după Calcuta. Mai târziu a devenit un centru al mișcării pentru independemța Indiei, Mișcarea „Părăsiți India” numită așa de către Mahatma Gandhi, din 1942 fiind cel mai de seamă eveniment. După câștigarea independenței orașul a încorporat părți ale insulei Salsette, extinzându-se la limitele actuale în 1957. A devenit capitala noului stat lingvistic Maharashtra în 1960.
La sfârșitul anilor 1970, în Mumbai s-a construit mult și populația a acrescut datorită afluxului de imigranți. În 1986 depășise Calcuta, devenind cel mai populat oraș al Indiei. Țesătura seculară a orașului s-a destrămat în 1992, după ce o revoltă violentă hinduso-musulmană a dus la pierderea de vieți și la distrugeri. Câteva luni mai târziu, în 12 martie 1993, un șir de atentate cu bombă puse la cale de lumea interlopă au ucis aproximativ 300 de locuitori. În 1995, orașul a fost redenumit Mumbai, după ce partidul de dreapta Shiv Sena a ajuns la putere în Maharashtra, în acord cu politica sa de a înlocui numele instituțiilor coloniale cu nume istorice locale.

## Geografie
Mumbai este situat pe Insula Salsette care se găsește la gurile râului Ulhas pe coasta vestică a Indiei în regiunea țărmului cunoscut sub numele de Konkan. Cea mai mare parte a orașului Mumbai se găsește la nivelul mării și înălțimea medie este curpinsă între 10 și 15 metri. Partea nordică a orașului este deluroasă, cel mai înalt punct al orașului se găsește la 450 metri. Mumbai se întinde pe o suprafață de 438 km² .
În zona metropolitană se găsesc trei lacuri: Tulsi, Vihar și Powai. Primele două sunt incluse în Parcul Național Borivali și furnizează o parte din apa potabilă a orașului. Mumbai are și trei râuri mici care au izvoarele în Parcul Național Borivali. Zona de țărm a orașului are numeroase golfuri.  La est, o zonă mlăștinoasă de mangrove, de mare biodiversitate, ocupă cea mai mare parte a regiunii.
Datorită vecinătății mării, terenul din regiunea orașului este, predominant, nisipos. În suburbii, solul este acoperit de argilă aluvionară.
Mumbai stă pe o zonă activă seismic, catalogată ca regiune din zona a III-a, ceea ce înseamnă că este predispusă la un cutremur de pământ cu magnitudinea de până la 6,5 .
Mumbai este considerat drept metropolă a Indiei, aflată sub jurisdicția municipalității. Se compune din două regiuni nedelimitate strict — Orașul (the City) și Suburbiile (the Suburbs), formând de asemenea două districte ale statului 

## Climă
Mumbai are un climat tropical, în special un climat tropical umed și uscat (Aw) sub clasificarea Köppen, cu opt luni de uscăciune și vârf de ploi în iunie. Sezonul mai rece din decembrie până în februarie este urmat de cel mai cald din martie până în mai. Perioada cuprinsă între iunie și aproximativ sfârșitul lunii septembrie constituie sezonul musono-sud-vest, iar octombrie și noiembrie formează sezonul post-muson.
Inundarea în timpul musonului este o problemă majoră pentru Mumbai. Între iunie și septembrie, musonul de sud-vest plouă orașul. Dușuri pre-monsone sunt primite în mai. Ocazional, în lunile octombrie și noiembrie apar dușuri musonice de nord-est. Ploile maxime anuale înregistrate vreodată au fost de 3.452 mm pentru 1954. Cele mai mari precipitații înregistrate într-o singură zi au fost de 944 mm la 26 iulie 2005. Precipitațiile totale medii anuale sunt de 2.146,6 mm pentru Island City, și 2.457 mm  pentru suburbi.
Temperatura medie anuală este de 27,2 ° C, iar precipitațiile medii anuale sunt de 2,167 mm. În Insula Orașului, temperatura maximă medie este de 31,2 ° C, în timp ce temperatura minimă medie este de 23,7 ° C. În suburbi, temperatura medie zilnică variază între 29,1 ° C și 33,3 ° C, în timp ce temperatura minimă medie zilnică variază de la 16,3 ° C la 26,2 ° C. Cea mai mare înregistrare este de 42,2 ° C stabilită la 14 aprilie 1952, iar cea minimă record este de 7,4 ° C setată la 27 ianuarie 1962.
| hideClimate data for Mumbai (Chhatrapati Shivaji International Airport) 1981–2010 | hideClimate data for Mumbai (Chhatrapati Shivaji International Airport) 1981–2010 | hideClimate data for Mumbai (Chhatrapati Shivaji International Airport) 1981–2010 | hideClimate data for Mumbai (Chhatrapati Shivaji International Airport) 1981–2010 | hideClimate data for Mumbai (Chhatrapati Shivaji International Airport) 1981–2010 | hideClimate data for Mumbai (Chhatrapati Shivaji International Airport) 1981–2010 | hideClimate data for Mumbai (Chhatrapati Shivaji International Airport) 1981–2010 | hideClimate data for Mumbai (Chhatrapati Shivaji International Airport) 1981–2010 | hideClimate data for Mumbai (Chhatrapati Shivaji International Airport) 1981–2010 | hideClimate data for Mumbai (Chhatrapati Shivaji International Airport) 1981–2010 | hideClimate data for Mumbai (Chhatrapati Shivaji International Airport) 1981–2010 | hideClimate data for Mumbai (Chhatrapati Shivaji International Airport) 1981–2010 | hideClimate data for Mumbai (Chhatrapati Shivaji International Airport) 1981–2010 | hideClimate data for Mumbai (Chhatrapati Shivaji International Airport) 1981–2010 |
| Month                                                                             | Jan                                                                               | Feb                                                                               | Mar                                                                               | Apr                                                                               | May                                                                               | Jun                                                                               | Jul                                                                               | Aug                                                                               | Sep                                                                               | Oct                                                                               | Nov                                                                               | Dec                                                                               | Year                                                                              |
| --------------------------------------------------------------------------------- | --------------------------------------------------------------------------------- | --------------------------------------------------------------------------------- | --------------------------------------------------------------------------------- | --------------------------------------------------------------------------------- | --------------------------------------------------------------------------------- | --------------------------------------------------------------------------------- | --------------------------------------------------------------------------------- | --------------------------------------------------------------------------------- | --------------------------------------------------------------------------------- | --------------------------------------------------------------------------------- | --------------------------------------------------------------------------------- | --------------------------------------------------------------------------------- | --------------------------------------------------------------------------------- |
| Record high °C (°F)                                                               | 37.1 (98.8)                                                                       | 39.6 (103.3)                                                                      | 41.7 (107.1)                                                                      | 42.2 (108.0)                                                                      | 41.0 (105.8)                                                                      | 37.1 (98.8)                                                                       | 34.8 (94.6)                                                                       | 33.5 (92.3)                                                                       | 36.4 (97.5)                                                                       | 37.9 (100.2)                                                                      | 37.4 (99.3)                                                                       | 39.8 (103.6)                                                                      | 42.2 (108.0)                                                                      |
| Average high °C (°F)                                                              | 31.1 (88.0)                                                                       | 31.3 (88.3)                                                                       | 32.8 (91.0)                                                                       | 33.2 (91.8)                                                                       | 33.6 (92.5)                                                                       | 32.4 (90.3)                                                                       | 30.4 (86.7)                                                                       | 30.0 (86.0)                                                                       | 30.7 (87.3)                                                                       | 33.4 (92.1)                                                                       | 33.7 (92.7)                                                                       | 32.4 (90.3)                                                                       | 32.1 (89.8)                                                                       |
| Average low °C (°F)                                                               | 17.3 (63.1)                                                                       | 18.2 (64.8)                                                                       | 21.4 (70.5)                                                                       | 24.2 (75.6)                                                                       | 27.0 (80.6)                                                                       | 26.6 (79.9)                                                                       | 25.5 (77.9)                                                                       | 25.1 (77.2)                                                                       | 24.8 (76.6)                                                                       | 23.8 (74.8)                                                                       | 21.3 (70.3)                                                                       | 18.5 (65.3)                                                                       | 22.8 (73.0)                                                                       |
| Record low °C (°F)                                                                | 7.4 (45.3)                                                                        | 8.5 (47.3)                                                                        | 13.8 (56.8)                                                                       | 16.9 (62.4)                                                                       | 20.2 (68.4)                                                                       | 19.8 (67.6)                                                                       | 21.2 (70.2)                                                                       | 19.4 (66.9)                                                                       | 20.7 (69.3)                                                                       | 16.7 (62.1)                                                                       | 13.3 (55.9)                                                                       | 10.6 (51.1)                                                                       | 7.4 (45.3)                                                                        |
| Average rainfall mm (inches)                                                      | 0.3 (0.01)                                                                        | 0.4 (0.02)                                                                        | 0.0 (0.0)                                                                         | 0.1 (0.00)                                                                        | 11.3 (0.44)                                                                       | 493.1 (19.41)                                                                     | 840.7 (33.10)                                                                     | 585.2 (23.04)                                                                     | 341.4 (13.44)                                                                     | 89.3 (3.52)                                                                       | 9.9 (0.39)                                                                        | 1.6 (0.06)                                                                        | 2,373.4 (93.44)                                                                   |
| Average rainy days                                                                | 0.0                                                                               | 0.1                                                                               | 0.0                                                                               | 0.0                                                                               | 0.8                                                                               | 13.6                                                                              | 22.9                                                                              | 21.5                                                                              | 13.9                                                                              | 3.4                                                                               | 0.6                                                                               | 0.2                                                                               | 77.0                                                                              |
| Average relative humidity (%)                                                     | 69                                                                                | 67                                                                                | 69                                                                                | 71                                                                                | 70                                                                                | 80                                                                                | 86                                                                                | 86                                                                                | 83                                                                                | 78                                                                                | 71                                                                                | 69                                                                                | 75                                                                                |
| Mean monthly sunshine hours                                                       | 269.5                                                                             | 257.6                                                                             | 274.3                                                                             | 283.7                                                                             | 296.2                                                                             | 148.6                                                                             | 73.4                                                                              | 75.9                                                                              | 165.1                                                                             | 240.2                                                                             | 245.8                                                                             | 253.2                                                                             | 2,583.5                                                                           |
| Source #1: India Meteorological Department (record high and low up to 2010)       |                                                                                   |                                                                                   |                                                                                   |                                                                                   |                                                                                   |                                                                                   |                                                                                   |                                                                                   |                                                                                   |                                                                                   |                                                                                   |                                                                                   |                                                                                   |
| Source #2: NOAA (humidity, sun 1971–1990)                                         |                                                                                   |                                                                                   |                                                                                   |                                                                                   |                                                                                   |                                                                                   |                                                                                   |                                                                                   |                                                                                   |                                                                                   |                                                                                   |                                                                                   |                                                                                   |

Poluarea aerului este o problemă majoră în Mumbai. Conform bazei de date globale privind poluarea aerului din cadrul Organizației Mondiale a Sănătății din 2016, concentrația medie anuală de PM2,5 în 2013 a fost de 63 μg / m3, care este de 6,3 ori mai mare decât cea recomandată de Ghidul OMS privind calitatea aerului  pentru media anuală PM2.5. Comitetul central pentru controlul poluării pentru Guvernul Indiei și Consulatul General al Statelor Unite ale Americii, Mumbai monitorizează și împărtășește în mod public datele privind calitatea aerului în timp real.

## Personalități marcante
- Rudyard Kipling (1865 - 1936), scriitor, Premiul Nobel pentru Literatură;
- Raj Kapoor (1924 - 1988), actor;
- Zubin Mehta (n. 1936), dirijor;
- Reita Faria (n. 1945), Miss World 1966;
- Jackie Shroff (n. 1957), actor;
- Abhijit Banerjee (n. 1961), economist, Premiul Nobel pentru Economie;
- Suzanne D'Mello (n. 1976), cântăreață;
- Pooja Chitgopekar (n. 1985), Miss Earth 2007.